# 応奉
応 奉（應奉、おう ほう、生没年不詳）は、後漢の官僚・学者。字は世叔。本貫は汝南郡南頓県。

## 経歴
武陵太守をつとめた応郴の子として生まれた。幼くして聡明で、成長すると読んだ経書の内容を全て暗記していた。汝南郡の決曹史となり、所属の42県を巡って、囚人の数を記録した。郡に帰り、太守にそのことを訊ねられると、応奉は囚人の姓名や罪状を口頭で遺漏なく説明してみせた。大将軍の梁冀により茂才に挙げられた。
先だって武陵郡の少数民族の詹山ら4000人あまりが反乱を起こし、県令を捕らえて、連年にわたり割拠していた。公卿の会議により、太尉・司徒・司空・大将軍の四府は応奉を反乱討伐の将帥として推挙した。153年（永興元年）、応奉は武陵太守に任じられた。応奉が着任して交渉すると、詹山らは降伏して占拠地を明け渡した。応奉は学校を興し、身分の低い人々を推挙し、現地風俗の漢化を目指す礼教政治を展開しようとした。しかし応奉は公の事件により罪を問われ、免官された。
延熹年間、武陵郡の少数民族が再び荊州で反乱を起こすと、車騎将軍の馮緄が反乱を討つこととなった。馮緄は応奉が諸民族に慕われていることから、遠征への同行を求めた。応奉は従事中郎に任じられ、従軍した。馮緄が反乱鎮圧に成功すると、馮緄は応奉を司隷校尉に推挙した。応奉は司隷校尉となると、豪族や貴戚に対しても遠慮せずにその非違を糾弾したため、厳正で知られるようになった。
鄧皇后が廃位され、田貴人が桓帝の寵愛を受けるようになると、田貴人を皇后に立てようという議論が起こった。応奉は田氏が身分の低い生まれであるため、皇后の位に上らせるのは宜しくないとする反対論を上書した。桓帝は応奉の意見を容れて、竇皇后を立てた。
党錮の禁が起こると、応奉は憤慨して病と称して官を退いた。諸公の多くが応奉を官界に復帰させようと推挙したが、応奉はときに病没した。
子に応劭があった。

## 家族

### 父系
- 応順（曾祖父）
- 応畳（祖父）
- 応郴（父）

### 子
- 応劭
- 応珣

### 孫
- 応瑒
- 応璩

## 著作
- 「感騒」30篇[1]
- 『漢書後序』[2]
- 『漢事』17巻[3]
- 『洞序』[4]

## 伝記資料
- 『後漢書』巻48 列伝第38